# Carisap Tennis Cup 2008
Il Carisap Tennis Cup 2008 è stato un torneo di tennis facente parte della categoria ATP Challenger Series, nell'ambito dell'ATP Challenger Series 2008. Il torneo si è giocato a San Benedetto del Tronto, in Italia, dal 7 al 13 luglio 2008, su campi in terra rossa, e aveva un montepremi di €30 000+H.

## Vincitori

### Singolare
Máximo González ha battuto in finale  Diego Junqueira con il punteggio di 6–4, 7–6(5)

### Doppio
Paolo Lorenzi /  Júlio Silva hanno battuto in finale  Catalin Gard /  Max Raditschnigg con il punteggio di 6–3, 7–5